# Sup'ung-dam
Sup'ung-dam (koreanska: 수풍댐) är en dammbyggnad i Nordkorea.   Den ligger i provinsen Norra P'yŏngan, i den västra delen av landet, 170 km norr om huvudstaden Pyongyang. Sup'ung-dam ligger 33 meter över havet.
Terrängen runt Sup'ung-dam är huvudsakligen kuperad, men åt nordost är den platt. Sup'ung-dam ligger nere i en dal. Runt Sup'ung-dam är det ganska tätbefolkat, med 100 invånare per kvadratkilometer. Närmaste större samhälle är Sakchu-ŭp, 10,7 km sydost om Sup'ung-dam. 